# Adelencyrtus coxalis
Adelencyrtus coxalis är en stekelart som beskrevs av Hayat, Alam och Agarwal 1975. Adelencyrtus coxalis ingår i släktet Adelencyrtus och familjen sköldlussteklar. Inga underarter finns listade i Catalogue of Life.